# Solonț (gmina)
Solonț – gmina w Rumunii, w okręgu Bacău. Obejmuje miejscowości Cucuieți, Sărata i Solonț. W 2011 roku liczyła 3298 mieszkańców.